# Râul Balciu
Râul Balciu este un curs de apă, afluent al râului Ezăreni.